# San Antonio Pueblo Nuevo
San Antonio Pueblo Nuevo  är en ort i kommunen San José del Rincón i delstaten Mexiko i Mexiko. Samhället hade 675 invånare vid folkräkningen 2020.